# Heinrich Klemme
Heinrich Klemme (* 28. Januar 1920 in Berlin; † 20. Oktober 1992 in Reinbek) war ein deutscher Filmkaufmann und Filmproduzent.

## Leben und Wirken
Heinrich Klemme war gelernter Optiker. Nach einer umfassenden Ausbildung als Mechaniker und Kameraassistent bei der TOBIS Filmkunst GmbH von 1939 bis 1941 in Johannisthal gründete er 1943 gemeinsam mit Jan Thilo Haux und Rudolph W. Kipp die Herstellungsgruppe Atlantis. 1944 ging er nach Hamburg, wo er die Geschäftsführung der Gruppe übernahm. 1948 erfolgte die Umbenennung des Unternehmens in die Deutsche Dokumentarfilm Gesellschaft. Unter Klemmes Leitung produzierte die Gesellschaft zahlreiche Kulturfilme. Hierzu gehörten die preisgekrönten Dokumentationen „Asylrecht“ (1948) und in Kooperation mit Max Brauer und Heinrich Braune „Hamburg glaubt an seine Zukunft“ (1949).
1949/50 musste das Unternehmen Insolvenz anmelden. Klemme übernahm die alleinige Geschäftsführung und gründete 1951/52 gemeinsam mit dem Regisseur Volker von Collande die Deutsche Spielfilm Gesellschaft. Das Unternehmen produzierte mit „Ich warte auf Dich“ (1952) und „Die spanische Fliege“ (1954/55) abendfüllende Kinofilme. Von 1957 bis 1962 leitete Klemme die Produktion bei der UFA und produzierte die Dokumentation „Hinein!“ über die Fußball-Weltmeisterschaft 1958 in Schweden.
Als sein Lebenswerk betrachtete Klemme den 1959 veröffentlichten Dokumentarfilm über die als Pamir bezeichneten Großsegler. Bei den drei Jahre dauernden Arbeiten übernahm Klemme erstmals auch die vollständige künstlerische Gestaltung. Der Film gilt bis heute als einzigartiges Zeitdokument.
1962 studierte Klemme mehrere Monate Fernsehproduktion in New York. Anschließend leitete er mehrere Jahre die Filmproduktion bei der Deutschen Welle und der Eberhard Stock KG in Bielefeld. Zudem arbeitete er als Filmnachkalkulator für die Ullstein AV. Gemeinsam mit Hans Böcker erstellte er von 1968 bis 1971 Filme für die Bayer Werke, die die Anwendung von Schädlingsbekämpfungsmitteln zeigten. 1988 plante Klemme gemeinsam mit Collande ein letztes Filmprojekt. Der „Dreh dich nicht um, Cherry!“ betitelte Film konnte jedoch aufgrund finanzieller Probleme nicht realisiert werden.
Heinrich Klemme starb im Ruhestand unmittelbar nach einer längeren Schiffsreise.